# Прем'єр-ліга (Бенін)
Прем'єр-ліга (Беніну) (фр. Championnat National du Bénin) — змагання з футболу з-поміж клубів Беніна, в ході якого визначається чемпіон країни й представники міжнародних клубних змагань. Проводиться з 1969 року. У чемпіонаті виступають 14 клубів, які грають за подвійною круговою системою. Переможець Прем'єр-ліги отримує право наступного року зіграти в Лізі чемпіонів КАФ. Дві найгірші команди за підсумками чемпіонату вибувають до Другого дивізіону, в якому виступають 11 клубів.

## Чемпіони
- 1969 : ФАД Котону
- 1970 : АС Порто-Ново
- 1971 : АС Котону
- 1972 : АС Порто-Ново
- 1973 : АС Порто-Ново
- 1974 : Етуаль Спортів Порто-Ново
- чемпіонат не проводився з 1975 по 1977
- 1978 : Драгонс де л'Уеме (Порто-Ново)
- 1979 : Драгонс де л'Уеме (Порто-Ново)
- 1980 : Ле Буфлу дю Боргу (Параку)
- 1981 : Аджиджас Котону
- 1982 : Драгонс де л'Уеме (Порто-Ново)
- 1983 : Драгонс де л'Уеме (Порто-Ново)
- 1984 : Ліонс де л'Атакорі (Котону)
- 1985 : Рекуенс де л'Атлантік (Cotonou)
- 1986 : Драгонс де л'Уеме (Порто-Ново)
- 1987 : Рекуенс де л'Атлантік (Cotonou)
- 1988 : чемпіонат не проводився
- 1989 : Драгонс де л'Уеме (Порто-Ново)
- 1990 : Рекуенс де л'Атлантік (Cotonou)
- 1991 : Постел-Спорт (Порто-Ново)
- 1992 : Ле Буфлу дю Боргу (Параку)
- 1993 : Драгонс де л'Уеме (Порто-Ново)
- 1994 : Драгонс де л'Уеме (Порто-Ново)
- 1995 : Тоффа Котону
- 1996 : Могас (Порто-Ново)
- 1997 : Могас (Порто-Ново)
- 1998 : Драгонс де л'Уеме (Порто-Ново)
- 1999 : Драгонс де л'Уеме (Порто-Ново)
- з 2000 по 2001 рік офіційний чемпіонат не проходив
- 2001/02 : «Драгонс де л'Уеме» (Порто-Ново)
- 2003 : Драгонс де л'Уеме (Порто-Ново)
- 2004 : не завершився
- 2005 : не відбувся
- 2005/06 : Могас (Порто-Ново)
- 2007 : Тонерр д'Абомей
- 2008/09 : визнаний недійсним
- 2009 : не відбувся
- 2009/10 : АСПАК
- 2010/11 : призупинений
- 2011/12 : АСПАК
- 2012/13 : Жунес Атлетік дю Плато
- 2013/14 : Ле Буфлу дю Боргу (Параку)
- 2014/15 : скасований
- 2016 : скасований
- 2017 : Ле Буфлу дю Боргу (Параку)
- 2018/19 : Ле Буфлу дю Боргу (Параку)

## Виступи по клубах
| Клуб                      | Чемпіонств | Останнє чемпіонство |
| ------------------------- | ---------- | ------------------- |
| Драгонс де л'Уеме         | 12         | 2003                |
| Ле Буфлу дю Боргу         | 5          | 2019                |
| Могас 90                  | 3          | 2006                |
| Рекуенс де л'Атлантік     | 3          | 1990                |
| АС Порто-Ново             | 3          | 1973                |
| АСПАК                     | 2          | 2012                |
| Жунес Атлетік дю Плато    | 1          | 2013                |
| Тонерр д'Абомей           | 1          | 2007                |
| Тоффа Котону              | 1          | 1995                |
| Постел-Спорт              | 1          | 1991                |
| Ліонс де л'Атакорі        | 1          | 1984                |
| Аджиджас Котону           | 1          | 1981                |
| Етуаль Спортів Порто-Ново | 1          | 1974                |
| АС Котону                 | 1          | 1971                |
| ФАД Котону                | 1          | 1969                |